# Silvestridia artiochaeta
Silvestridia artiochaeta är en urinsektsart som beskrevs av F. Bonet 1942. Silvestridia artiochaeta ingår i släktet Silvestridia och familjen lönntrevfotingar. Inga underarter finns listade i Catalogue of Life.